# António Livramento (football)
António Fernando Amaro Livramento, né le 3 mars 1982 à Tavira, est un ancien footballeur portugais, qui évoluait au poste de milieu de terrain.
À l'issue de la saison 2009-2010, le joueur compte à son actif un total de 47 matchs (2 buts) en 1re division portugaise.

## Carrière
- 2000-2001 :  Benfica B
- 2001-2002 :  Sporting Farense
- 2001-2002 :  Louletano DC
- 2002-2003 :  Sporting Farense
- 2003-2005 :  SC Olhanense
- 2005-2007 :  CD Santa Clara
- 2006-2007 :  Boavista
- 2007-2008 :  Leixões SC
- 2007-2009 :  Rio Ave
- 2009-2010 :  Paços de Ferreira
- 2010-2011 :  Leixões SC
- 2011 :  GD Chaves
- 2011-2013 :  FC Beroe
- 2013 :  FC Slavia Sofia[1],[2],[3]

## Statistiques
À l'issue de la saison 2009-2010
- 47 matchs et 2 buts en 1re division portugaise
- 92 matchs et 10 buts en 2e division portugaise
- 68 matchs et 11 buts en 3e division portugaise